# Fay-le-Clos
Fay-le-Clos település Franciaországban, Drôme megyében. Lakosainak száma 180 fő (2022. január 1.). Fay-le-Clos Albon, Anneyron és Saint-Jean-de-Galaure községekkel határos.

## Népesség
A település népességének változása:
| Lakosok száma | 159  | 144  | 151  | 157  | 168  | 169  | 163  | 163  | 176  | 180  |
|               | 1968 | 1982 | 1990 | 2006 | 2013 | 2015 | 2017 | 2019 | 2020 | 2022 |